# Sitniczka
Sitniczka (Isolepis R.Br.) – rodzaj roślin z rodziny ciborowatych liczący 69 gatunków. Występują one na wszystkich kontynentach w strefie tropikalnej i umiarkowanej, największe zróżnicowanie osiągając w Afryce i Australii. Do polskiej flory należą: sitniczka szczecinowata (Isolepis setacea) i pływająca (I. fluitans). Zaliczana tu także bywa sitniczka drobna (I. supina, w nowszych źródłach przenoszona do rodzaju Schoenoplectiella jako Sch. supina).

## Systematyka

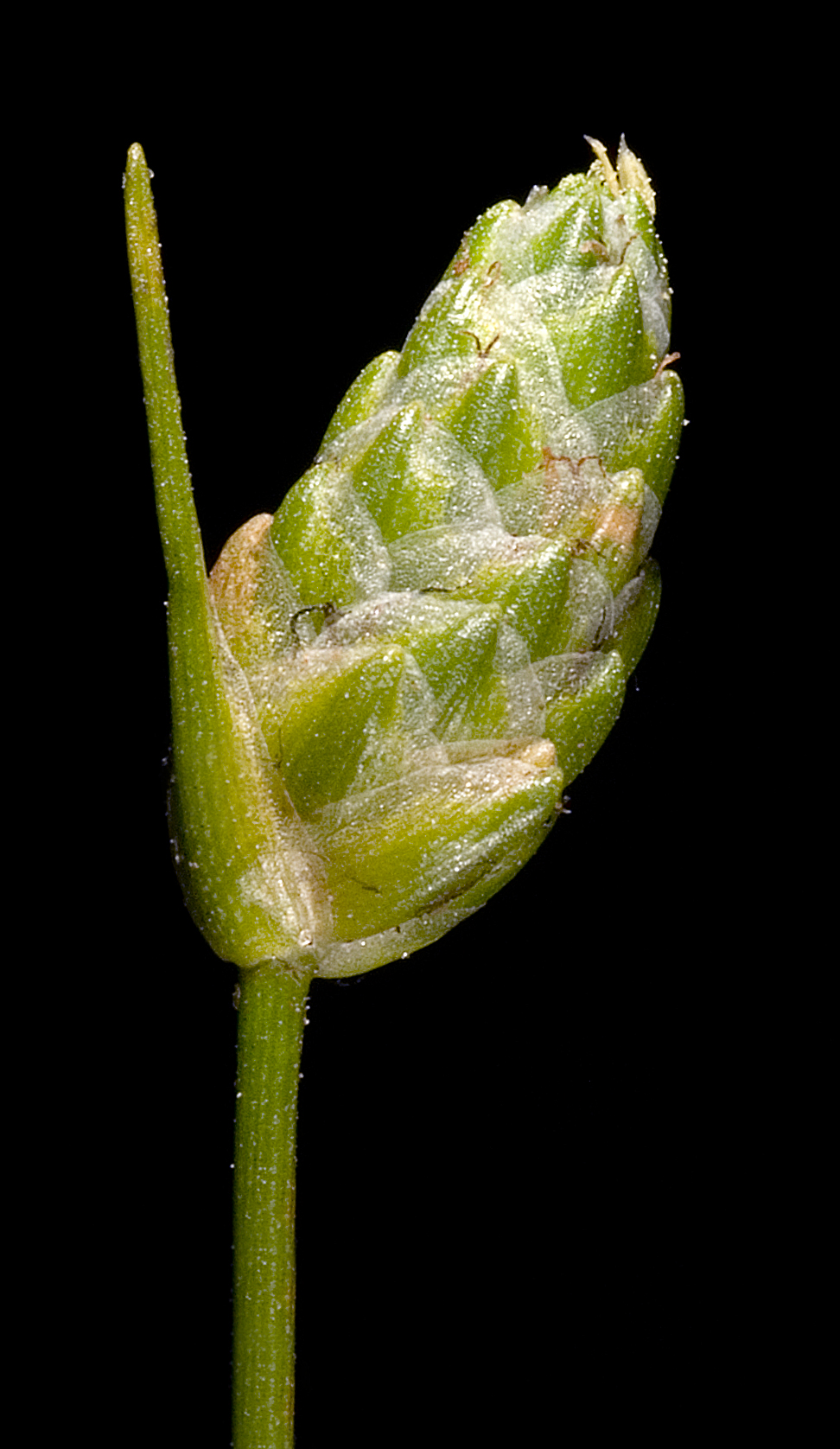
Kwiatostan Isolepis oldfieldiana

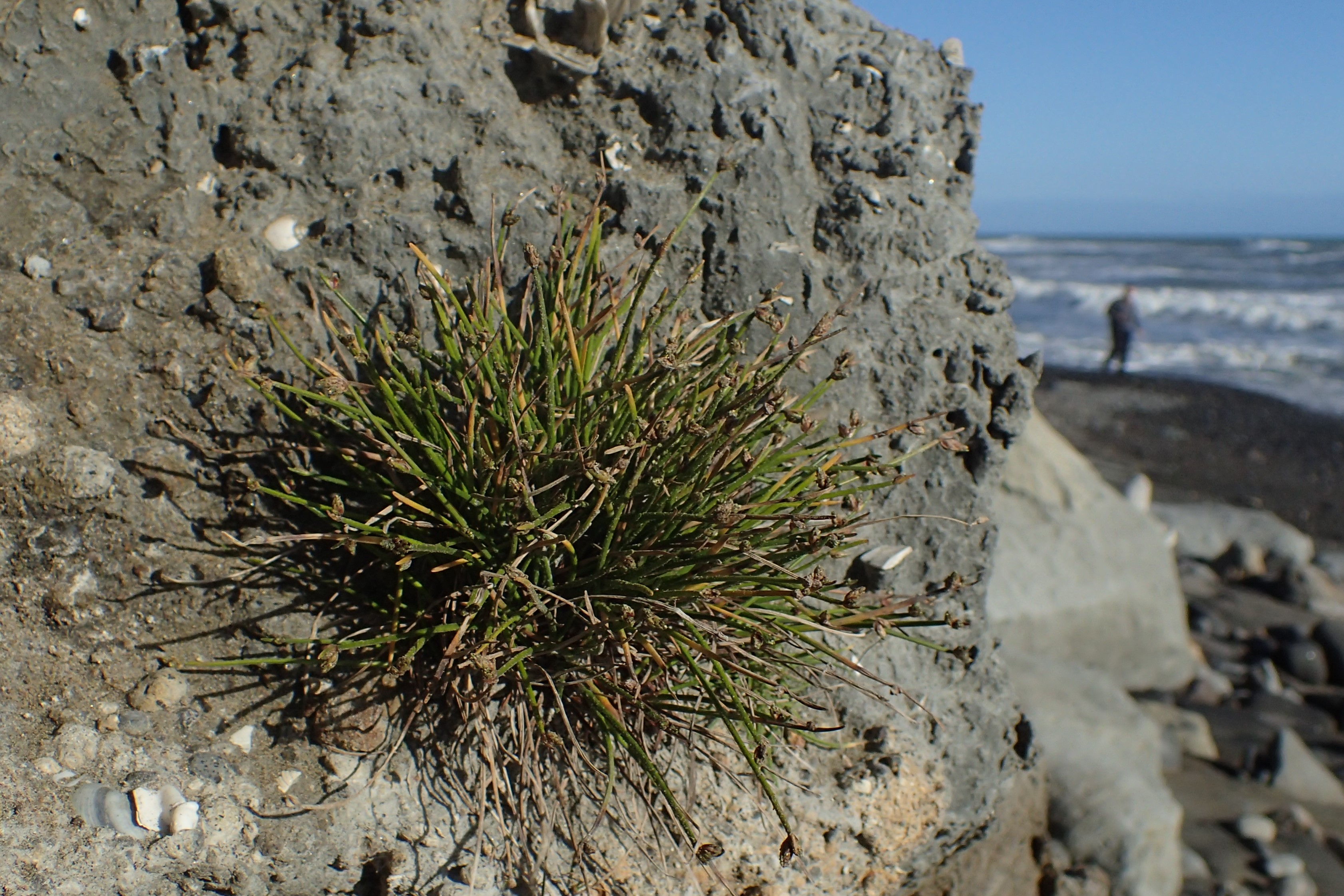
Sitniczka zwisła

Rodzaj jak w przypadku wielu innych ciborowatych jest trudny do wyodrębnienia i często w przeszłości włączany był do rodzaju sitowiec w szerokim ujęciu (Scirpus s.l.). Dopiero w ostatnich latach XX wieku i na początku wieku XX, na podstawie danych z zakresu embriologii, genetyki i innych dziedzin potwierdzono odrębność rodzaju. Dane genetyczne sugerują bliższe pokrewieństwo trzech gatunków (I. nodosa, I. marginata i I. trolli) do rodzaju Ficinia. Rodzaj Isolepis jest siostrzany wobec kladu obejmującego rodzaje Ficinia i Desmoschoenus. W obrębie rodzaju zagnieżdżony jest wyodrębniany czasem jako osobny rodzaj sitnik (Eleogiton). Z kolei niektóre zaliczane tu tradycyjnie gatunki są wyodrębniane do osobnych rodzajów. Dotyczy to m.in. występującego w Polsce Isolepis supina (L.) R.Br., traktowanego w nowych źródłach jako Schoenoplectiella supina (L.) Lye.
Pozycja systematyczna według Angiosperm Phylogeny Website (aktualizowany system APG IV z 2016)
Rodzaj należy do rodziny ciborowatych (Cyperaceae) z rzędu wiechlinowców (Poales) stanowiącego jeden z kladów jednoliściennych (monocots). W obrębie rodziny należy do plemienia Cypereae w obrębie podrodziny Cyperoideae.
Podział rodzaju i wykaz gatunków
W obrębie rodzaju wyróżniane są trzy podrodzaje: bazalny Micranthae (C.B.Clarke) Muasya oraz Fluitantes (C.B.Clarke) Muasya (w niektórych ujęciach wyodrębniany w osobny rodzaj sitnik Eleogiton Link, co czyni z sitniczki rodzaj parafiletyczny) i Isolepis, dzielony z kolei na trzy sekcje: Isolepis, Cernuae (C.B.Clarke) Muasya i Proliferae Muasya.
- Isolepis alpina Hook.f.
- Isolepis angelica B.L.Burtt
- Isolepis antarctica (L.) Roem. & Schult.
- Isolepis aucklandica Hook.f.
- Isolepis australiensis (Maiden & Betche) K.L.Wilson
- Isolepis basilaris Hook.f.
- Isolepis beccarii (Boeckeler) Goetgh. & D.A.Simpson
- Isolepis bicolor Carmich.
- Isolepis brevicaulis (Levyns) J.Raynal
- Isolepis bulbifera (Boeckeler) Muasya
- Isolepis caligenis (V.J.Cook) Soják
- Isolepis capensis Muasya
- Isolepis carinata Hook. & Arn. ex Torr.
- Isolepis cernua (Vahl) Roem. & Schult. – sitniczka zwisła
- Isolepis congrua Nees
- Isolepis costata Hochst. ex A.Rich.
- Isolepis crassiuscula Hook.f.
- Isolepis cyperoides R.Br.
- Isolepis diabolica (Steud.) Schrad.
- Isolepis digitata Nees ex Schrad.
- Isolepis distigmatosa (C.B.Clarke) Edgar
- Isolepis expallescens Kunth
- Isolepis fluitans (L.) R.Br. – sitniczka pływająca, sitnik pływający
- Isolepis gaudichaudiana Kunth
- Isolepis graminoides (R.W.Haines & Lye) Lye
- Isolepis habra (Edgar) Soják
- Isolepis hemiuncialis (C.B.Clarke) J.Raynal
- Isolepis hookeriana Boeckeler
- Isolepis humbertii (Cherm.) J.Raynal
- Isolepis humillima (Benth.) K.L.Wilson
- Isolepis hystrix (Thunb.) Nees
- Isolepis incomtula Nees
- Isolepis inconspicua (Levyns) J.Raynal
- Isolepis inundata R.Br.
- Isolepis inyangensis Muasya & Goetgh.
- Isolepis karroica (C.B.Clarke) J.Raynal
- Isolepis keniaensis Lye
- Isolepis kilimanjarica R.W.Haines & Lye
- Isolepis leptostachya Kunth
- Isolepis leucoloma (Nees) C.Archer
- Isolepis levynsiana Muasya & D.A.Simpson
- Isolepis ludwigii (Steud.) Kunth
- Isolepis marginata (Thunb.) A.Dietr.
- Isolepis minuta (Turrill) J.Raynal
- Isolepis montivaga (S.T.Blake) K.L.Wilson
- Isolepis moseleyana (Boeckeler) Muasya
- Isolepis namaquana Muasya & J.Viljoen
- Isolepis natans (Thunb.) A.Dietr.
- Isolepis nigricans Kunth
- Isolepis oldfieldiana (S.T.Blake) K.L.Wilson
- Isolepis omissa J.Raynal
- Isolepis pellocolea B.L.Burtt
- Isolepis pottsii (V.J.Cook) Soják
- Isolepis praetextata (Edgar) Soják
- Isolepis producta (C.B.Clarke) K.L.Wilson
- Isolepis prolifera (Rottb.) R.Br.
- Isolepis pseudosetacea (Daveau) Gand.
- Isolepis pusilla Kunth
- Isolepis ranko (Steud.) Vegetti
- Isolepis reticularis Colenso
- Isolepis rubicunda Kunth
- Isolepis ruwenzoriensis R.W.Haines & Lye
- Isolepis sepulcralis Steud.
- Isolepis setacea (L.) R.Br. – sitniczka szczecinowata
- Isolepis sororia Kunth
- Isolepis stellata (C.B.Clarke) K.L.Wilson
- Isolepis striata (Nees) Kunth
- Isolepis subtilissima Boeckeler
- Isolepis sulcata (Thouars) Carmich.
- Isolepis tasmanica (S.T.Blake) K.L.Wilson
- Isolepis tenuissima (Nees) Kunth
- Isolepis trachysperma Nees
- Isolepis varians Steud.
- Isolepis venustula Kunth
- Isolepis verrucosula (Steud.) Steud.
- Isolepis victoriensis (N.A.Wakef.) K.L.Wilson
- Isolepis wakefieldiana (S.T.Blake) K.L.Wilson

## Zastosowanie
Kilka gatunków jest uprawianych jako rośliny ozdobne, m.in. sitniczka zwisła (Isolepis cernua), Isolepis nodosa.